# Hiena pręgowana
Hiena pręgowana (Hyaena hyaena) – gatunek drapieżnego ssaka z podrodziny hien (Hyaeninae) w obrębie rodziny hienowatych (Hyaenidae). Żyje około 25 lat.

## Taksonomia
Gatunek po raz pierwszy zgodnie z zasadami nazewnictwa binominalnego opisał w 1758 roku szwedzki przyrodnik Karol Linneusz w pierwszym tomie swojego dzieła Systema naturae per regna tria naturae, secundum classes, ordines, genera, species, cum characteribus, differentiis, synonymis, locis nadając mu nazwę Canis hyaena. Jako miejsce typowe pochodzenia holotypu Linneusz wskazał „Indie” (łac. Habitat in India); ograniczone przez Thomasa w 1911 roku do „gór Benná, w Laristanie, w południowej Persji” (tj. Lorestan, Iran).
Niektórzy autorzy tymczasowo rozpoznają pięć podgatunków, różniących się głównie wielkością i kolorem i długością futra (hyaena z Indii, barbara z północno-zachodniej Afryki, dubbah z północno-wschodniej Afryki, sultana z Półwyspu Arabskiego oraz syriaca z Syrii, Azji Mniejszej i Kaukazu). Inni autorzy twierdzą, że aktualne dane morfologiczne i inne dowody nie potwierdzają istnienia tak wielu podgatunków. Autorzy Illustrated Checklist of the Mammals of the World uznają ten gatunek za monotypowy.

### Etymologia
- Hyaena i hyaena: gr. ύαινα ýaina „hiena”; nazwa nadana z powodu szczeciniastej grzywy u hieny pręgowanej, podobnej do świńskiej, od υς ys „wieprz”; żeński przyrostek αινα aina[35].

## Zasięg występowania
Hiena pręgowana rozpowszechniona jest szeroko w dużej części Afryki oraz zachodniej i południowej Azji. Chociaż nie występuje w środkowej Saharze, występuje w niewielkim zagęszczeniu w obszarach północnej, zachodniej i wschodniej Afryki, w tym w Algierii, Beninie, Burkinie Faso, Kamerunie, Czadzie, Dżibuti, Egipcie, Etiopii, Ghanie, Kenii, Libii, Mali, Nigerii, Mauretanii, Maroku, Nigrze, Senegalu, Tanzanii i Tunezji; występuje także na Bliskim Wschodzie, Zakaukaziu, w Azji Środkowej i Południowej, w tym w Afganistanie, Armenii, Azerbejdżanie, Gruzji, Indiach, Iranie, Iraku, Izraelu, Jordanii, Libanie, Nepalu, Omanie, Pakistanie, Arabii Saudyjskiej, Tadżykistanie, Turcji, Turkmenistanie, Uzbekistanie i Jemenie; obecnie występuje w małych, odizolowanych populacjach.

## Cechy gatunku
Długość ciała (bez ogona) 100–115 cm, długość ogona 30–40 cm, wysokość w kłębie 66–75 cm; masa ciała samców 26–41 kg, samic 26–34 kg. Umaszczenie zmienne, od jasnoszaro-żółtego do buro-szarego. Na bokach ciała ciemne pręgi, przechodzące miejscami w plamy. Na udach ciemne poprzeczne paski.
Długość jej włosów sięga 225 mm, gdy na reszcie ciała jest to 50–75 mm. Ubarwienie jest zmienne w zależności od pory roku. Nie występuje dymorfizm płciowy w rozmiarze i wadze osobników. Samice mają do trzech par sutków.

## Ekologia

### Siedlisko
Stepy, zarośla, pustynie, zwłaszcza kamieniste.
Występuje na otwartych przestrzeniach, na których woda pitna jest dostępna w promieniu 10 km. Na otwartych terenach pustynnych nie jest spotykana. W terenie górzystym maksymalna wysokość, na której była odnotowana, wynosiła 3300 m n.p.m. (w Pakistanie). Jest to zwierzę nocne, spędzające dni w jamach, jaskiniach lub norach, które rozpoznać można dzięki zgromadzonym w pobliżu resztkom pożywienia, kościom i odchodom.

### Odżywianie
Pożywieniem hieny pręgowanej jest wszelkiego rodzaju padlina i resztki ofiar innych drapieżników. Z braku padliny napada na stare lub chore małe ssaki, śpiące ptaki, gady i owady. Nie stroni też od owoców i warzyw. Aby uniknąć konkurencji z innymi padlinożercami składuje padlinę w norach.  

### Rozród
Dojrzałość płciową osiągają około 1 roku. Ciąża trwa około 90 dni; w miocie jest od 2 do 4 młodych. Młode rodzą się ślepe z zarośniętymi uszami. Oczy otwierają po 7–8 dniach. Okres laktacji trwa około 2 miesięcy. Samiec bierze udział w wychowywaniu młodych.

## Zachowania
Gatunek jest strachliwy, w przypadku nieoczekiwanego zagrożenia chowa się lub przyjmuje pozycję udającą zmarłego osobnika i czeka aż przeciwnik odejdzie. Swoje terytorium oznacza mieszaniną odchodów i wydzielin gruczołu przyodbytowego, która jest biała z powodu dużej zawartości Ca2+ i przez to dobrze zauważalna przez inne hieny. Występujące interakcje między osobnikami tego samego gatunku są nieliczne, częściej zauważalne u osobników młodych. Najczęstszą czynnością jest obwąchiwanie pyska i okolic odbytu oraz lizanie sierści. Swoje nastawienie do innych osobników Hyaena hyaena sygnalizuje pozycją ogona oraz grzywy.
Jest cichsza od Crocuta crocuta, nie wydaje charakterystycznych dźwięków przypominających śmiech.

## Status
W Czerwonej księdze gatunków zagrożonych Międzynarodowej Unii Ochrony Przyrody i Jej Zasobów został zaliczony do kategorii NT (ang. near threatened ‘bliski zagrożenia’). Liczebność światowej populacji szacuje się na 5000–9999 dorosłych osobników, a jej trend oceniany jest jako spadkowy. 